# Joseph Widmar
Joseph „Joe” Widmar (ur. 12 lutego 1995 w Northbrook) – amerykański hokeista.
Jego ojciec Andy oraz bracia Ryan (ur. 1990) i Charles (ur. 1993) także zostali hokeistami.

## Kariera
- CYA 14U AAA (2009-2011)
- Capital District Selects (2011-2012)
- Chicago Steel (2012/2013)
- Sioux City Musketeers (2012/2013)
- Indiana Ice (2012/2013)
- Connecticut Oilers (2013-2014)
- Des Moines Buccaneers (2014-2015)
- UMass Amherst (2015-2017)
- Peoria Rivermen (2017-2019)
  -  Fort Wayne Komets (2017/2018)
  -  Greenville Swamp Rabbits (2017/2018, 2018/2019)
  -  Atlanta Gladiators (2018/2019)
- Wichita Thunder (2019)
- Quad City Storm (2019)
- Nice hockey Côte d'Azur (2019-2020)
- Cracovia (2020-2021)

Wychowanek Chicago Young Americans. Początkowo grał m.in. w amerykańskich rozgrywkach USHL. Od 2015 przez dwa lata występował w amerykańskiej lidze akademickiej NCAA w barwach zespołu UMass Amherst z University of Massachusetts. Potem grał w zespołach z lig Southern Professional Hockey League (SPHL), ECHL. W połowie listopada 2019 przeszedł do francuskiego klubu Nice hockey Côte d'Azur w rozgrywkach Ligue Magnus. Na początku października 2020 ogłoszono jego transfer do Cracovii w rozgrywkach Polskiej Hokej Ligi. Odszedł z klubu pod koniec stycznia 2021.

## Sukcesy
Indywidualne
- EHL 2013/2014: drugi skład gwiazd
- SPHL 2017/2018: skład gwiazd pierwszoroczniaków